# تام بریکول
تام بریکول (انگلیسی: Tom Breakwell؛ زادهٔ ۳ ژوئیهٔ ۱۹۱۵) بازیکن فوتبال اهل بریتانیا است.
از باشگاه‌هایی که در آن بازی کرده‌است می‌توان به باشگاه فوتبال برافورد پارک آونیو، باشگاه فوتبال بولتون واندررز، باشگاه فوتبال بلکپول، باشگاه فوتبال فلیتوود، و باشگاه فوتبال ورکسام اشاره کرد.